# Aceite de la unción santa

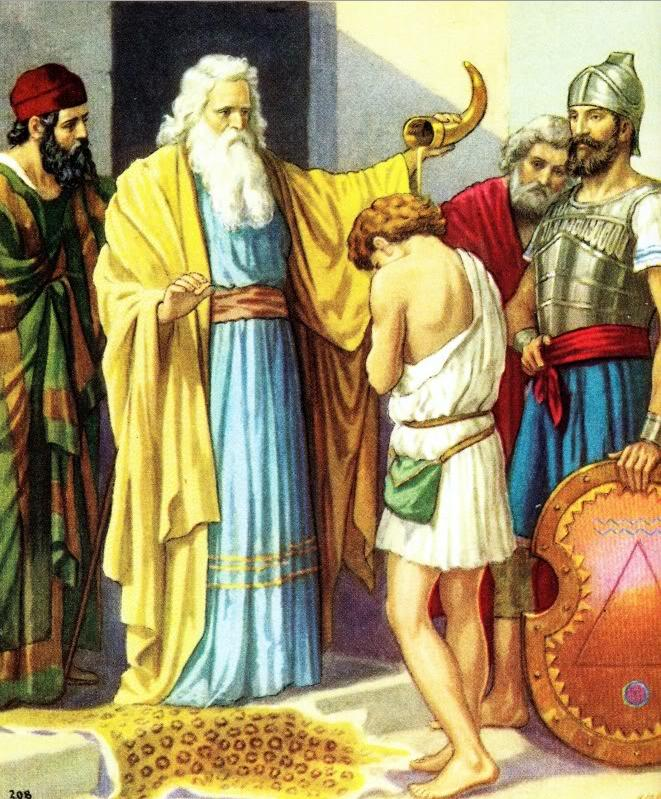
Ilustración bíblica mostrando el Aceite.

El Aceite de la Unción Santa es el aceite descrito en la Biblia en Éxodo 30:22-25, fueron dados la lista de ingredientes a Moisés por Dios. De uso exclusivamente sacerdotal, este aceite debería ser hecho según el arte del perfumador, por los sacerdotes del linaje de Aarón o levitas, también llamados Kohanim. En la unción, el aceite trae la dimensión de muerte y resurrección.